# Traktaten i Tordesillas
Tordesillastraktaten er en traktat, der blev indgået mellem Kastilien (det nuværende Spanien) og Portugal i 1494. Den fastlagde fordelingen af de to landes interessesfærer ved indledningen til de mange opdagelsesrejser, sådan at Portugal blev tildelt alt land øst for delelinjen, mens Spanien fik landene vest for linjen.

## Forspil
I året 1479 gjorde Traktaten i Alcaçobas ende på krigen mellem Kastilien og Portugal. Ufreden var indledt ved Henrik 4. af Kastiliens tronbestigning, og flere begivenheder bragte dog den nye fredsslutning i fare. Problemerne blev mangedoblet, da Johan 2. af Portugal i 1493 fik den oplysning fra Christoffer Columbus, at hvis de lande, som han havde opdaget, befandt sig syd for de Kanariske Øers breddegrad, ville de tilhøre Portugal efter aftalerne i traktaten.	
Portugiserne hævdede, at Kanarieøernes breddegrad skulle tjene som afgrænsning af andre herskeres erobringer. De katolske monarker (Isabella af Kastilien og Ferdinand 2. af Aragonien) afviste den påstand, og fremhævede i stedet, at Johan 2. måtte nøjes med Afrika, mens de forbeholdt sig de nyopdagede lande for kastilianerne. Den holdning hos de katolske monarker blev udmøntet i form af tre buller, der blev udstedt i 1493 af pave Alexander 6.: I den første ("Inter Caeteras") blev det fastslået, at alle lande, der var opdaget af Columbus, og også dem, der senere skulle blive opdaget, måtte tilhøre Kastilien. I den anden bulle ("II Inter Caeteras") blev indholdet af den første omformet, og man trak en linje 100 legua (ca. 419 km) vest for Açorerne og Kap Verde, som skulle afgrænse Kastiliens magtområde til vands og til lands. I den tredje bulle ("Eximiae devotiones") blev bestemmelserne i den anden ikke nævnt med ét ord, og man fastslog fortrinsrettighederne fra den første ved at udvide det magtområde, der blev overdraget castilianerne.
Johan 2.s faste forsæt om ikke at ville anerkende disse beslutninger og Kastiliens ønske om at undgå en ny krig, fremtvang en lang række kontakter og forhandlinger, der blev udmøntet i 1494 i form af Tordesillas-traktaten.

## Traktaten
Traktaten opdelte Atlanterhavet ved hjælp af en linje, der blev trukket fra pol til pol i en afstand af 370 legua (ca. 1550 km) vest for Kap Verde øerne. Den vestlige halvkugle skulle tilhøre Spanien, mens den østlige skulle være portugisisk. På den måde kom de katolske herskere og Johan 2. overens om, at erobringer kunne foregå på begge staters vegne i forhold til den allerede kendte verden. 
Denne traktat om opdeling af oceanet var en nyskabelse i og med, at det var første gang, man fastlagde en grænse, der opdelte både land og hav. Det skabte baggrunden for den nutidige opdeling af Sydamerika, hvor Brasilien er portugisisktalende, mens de øvrige lande er spansktalende.
Den samme dag og ligeledes i Tordesillas underskrev de to lande an anden traktat, som løste nogle problemer vedrørende staternes interesser i Afrika. I den afrikanske traktat delte portugiserne og castilianerne kongeriget Fez med henblik på fremtidige erobringer. Desuden regulerede man fiskerirettighederne og sejladsen langs den afrikanske atlanterhavskyst. 
Tordesillastraktaterne betød ikke blot en gennemførelse af viljen til at undgå konflikt, men også at begge parter underkastede sig den historiske og grundlæggende fornuft: at de begge skulle leve i broderlig fred på halvøen.

## Dokumenterne
De to spanske dokumenter opbevares i arkivet i Torre de Tombo i Portugal. Af de to portugisiske dokumenter er kun det ene tilbage. Det opbevares i Archivo General de Indias i Sevilla.